# Gilbert Strang
William Gilbert Strang, souvent appelé simplement Gilbert Strang, né le 27 novembre 1934 à Chicago, est un mathématicien américain reconnu, qui a contribué à la théorie des éléments finis, le calcul des variations, et l'analyse d'ondelette. Il a aussi apporté beaucoup à l'enseignement des mathématiques, ceci incluant la publication de six livres de mathématiques classiques, une monographie définitive ainsi qu'une série de cours vidéo délivrée par MIT OpenCourseWare. Strang était professeur de mathématiques au Massachusetts Institute of Technology.

## Diplômes
- S. B, 1955, Massachusetts Institute of Technology
- B. A., M. A., 1957, Rhodes Scholar, Balliol College, Oxford
- Ph. D., National Science Foundation Fellow, 1959, Université de Californie à Los Angeles. Thèse : Difference Methods for Mixed Boundary Value Problems

## Postes universitaires
- Professeur de mathématiques, MIT (1962-2023)
- Honorary Fellow, Balliol College, Oxford

## Récompenses et honneurs
1. Alfred P. Sloan Fellow (1966-1967)
2. Prix Chauvenet, Mathematical Association of America (1976)
3. Fairchild Scholar, California Institute of Technology (1980-1981)
4. Honorary Professor, Université Jiaotong de Xi’an, China (1980)
5. American Academy of Arts and Sciences (1985)
6. Honorary Fellow, Balliol College, Oxford University (1999)
7. Honorary Member, Irish Mathematical Society (2002)
8. Award for Distinguished Service to the Profession, Society for Industrial and Applied Mathematics (2003)
9. Graduate School Teaching Award, MIT (2003)
10. Prix Haimo (2007)
11. Prix Peter Henrici (2007)

## Publications
- avec Arieh Iserles: The optimal accuracy of difference schemes, Transactions of the American Mathematical Society, vol 277, 1983, pp 779–803.